# Alter Schneppendahl
Alter Schneppendahl ist eine Hofschaft im Stadtteil Gennebreck der Stadt Sprockhövel im Ennepe-Ruhr-Kreis, Nordrhein-Westfalen.

## Lage und Beschreibung
Alter Schneppendahl liegt im südlichen Teil des Sprockhöveler Stadtgebiets im Ortsbereich Schee. Der Ort ist über eine Zufahrt erreichbar, die bei Quellenburg von der Kreisstraße 33 abzweigt, die ihrerseits bis Ende des 20. Jahrhunderts als Bundesstraße 51 qualifiziert war. Westlich des Orts verläuft die zu einem Fahrradweg umgebaute Trasse der 1979 stillgelegten Bahnstrecke Wuppertal–Wichlinghausen–Hattingen.
Östlich von Alter Schneppendahl befindet sich die Hofschaft Neuer Schneppendahl. Weitere Nachbarorte sind Schacht Hövel, Rottenberg, Alter Schee, Bahnhof Schee, Hetberge, Kuxloh, Sundern, Silberberg, Halloh, Scherenberg, Neu-Amerika, Flüsloh und Auf Leckebüschen.

## Geschichte
Der Hof Schneppendahl wurde zuerst im 12. Jahrhundert im Urbar E des Klosters Werden als Unterhof von Einern erwähnt.
Alter Schneppendahl gehörte bis 1807 der Gennebrecker Bauerschaft innerhalb des Hochgerichts und der Rezeptur Schwelm des Amts Wetter in der Grafschaft Mark an. Von 1807 bis 1814 war Alter Schneppendahl aufgrund der napoleonischen Kommunalreformen im Großherzogtum Berg Teil der Landgemeinde Gennebreck innerhalb der neu gegründeten Mairie Hasslinghausen im Arrondissement Hagen, die nach dem Zusammenbruch der napoleonischen Administration nun der Bürgermeisterei Haßlinghausen (ab 1844 Amt Haßlinghausen) im Landkreis Hagen (ab 1897 Kreis Schwelm, ab 1929 Ennepe-Ruhr-Kreis) angehörte.
Alter Schneppendahl erscheint auf der Niemeyersche Karte, Ausgabe Spezialkarte des Bergwerkdistrikts des Distrikts Blankenstein von 1788/89, unbeschriftet als Einzelgebäude. Der Ort ist auf der Preußischen Uraufnahme von 1840 als Alt-Schneppendahl verzeichnet.  Ab der Preußischen Neuaufnahme von 1892 ist der Ort auf Messtischblättern der TK25 ohne Unterscheidung zusammen mit Neuen Schneppendahl als Schneppendahl verzeichnet. Ab der Ausgabe 1973 wird auf der Karte wieder zwischen Alter und Neuer Schneppendahl unterschieden.
In den frühen Ortsregistern werden Alter Schneppendahl und Neuer Schneppendahl statistisch meist unter dem Namen Schneppendahl gemeinsam geführt. So lebten 1818 und 1822 zusammen 13 Menschen im als Zwei Kothen kategorisierten Doppelort. Der laut der Ortschafts- und Entfernungs-Tabelle des Regierungs-Bezirks Arnsberg 1839 als Bauernhöfe kategorisierte Doppelort besaß zu dieser Zeit vier Wohnhäuser und ein landwirtschaftliches Gebäude. Zu dieser Zeit lebten 40 Einwohner den beiden Hofschaften, davon einer katholischer und 39 evangelischer Konfession.
Die Gemeinde- und Gutbezirksstatistik der Provinz Westfalen führt 1871 Alter und Neuer Schneppendahl als Colonie mit sieben Wohnhäusern und 72 Einwohnern auf. Das Gemeindelexikon für die Provinz Westfalen gibt 1885 für beide eine Zahl von 70 Einwohnern an, die in sechs Wohnhäusern lebten.  1895 besitzt der Ort nur sechs Wohnhäuser mit 68 Einwohnern und gehörte kirchlich zum evangelischen Kirchspiel Schwelm, 1905 zählt der Ort sieben Wohnhäuser und 70 Einwohner.
Am 1. Januar 1970 wurde das Amt Haßlinghausen aufgelöst und die amtsangehörige Landgemeinde Gennebreck mit Alter Schneppendahl in die Stadt Sprockhövel eingemeindet.